# مارك (بابا)

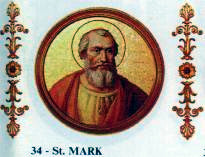
البابا مارك

البابا القديس مارك الرسول أو مرقس (باللاتينية: Marcus) هو بابا الكنيسة الكاثوليكية من 18 يناير 336 إلى وفاته في 7 أكتوبر 336.
لا يعرف الكثير عن نشأته الباكرة، ولكن كتاب الأحبار (باللاتينية: Liber Pontificalis) يقول إنه كان رومانياً، وأن أباه كان يدعى بريسكوس (باللاتينية: Priscus)، وتقول بعض المصادر إن القوائم الأولى التي احتوت أسماء الأساقفة والشهداء (والمعروفة باللاتينية باسم Depositio episcoporum وDepositio martyrum على الترتيب) بدئ في كتابتها في عهده. كما أصدر البابا مارك مرسوماً يقر بأحقية أسقف أوستيا في ترسيم البابوات المنتخبين حديثاً. ويرجع إلى البابا مارك تأسيس كاتدرائية سان ماركو في روما وكنيسة على سرداب بالبينا خارج حدود روما.
توفي القديس مارك وفاة طبيعية ودفن في سرداب بالبينا الذي كان قد بنى عليه كنيسة، ويحتفل بعيده في السابع من أكتوبر سنوياً.